# Strumieniak
Strumieniak (Rheomys) – rodzaj ssaków z podrodziny bawełniaków (Sigmodontinae) w obrębie rodziny chomikowatych (Cricetidae).

## Zasięg występowania
Rodzaj obejmuje gatunki występujące w Meksyku, Kostaryce, Panamie, Gwatemali i Salwadorze.

## Morfologia
Długość ciała (bez ogona) 92–148 mm, długość ogona 88–171 mm, długość ucha 4–12 mm, długość tylnej stopy 24–42 mm; brak szczegółowych danych dotyczących masy ciała.

## Systematyka
Rodzaj zdefiniował w 1906 roku angielski zoolog Oldfield Thomas w artykule poświęconym opisowi trzeciego rodzaju z grupy Ichthyomys, opublikowanym w czasopiśmie The Annals and magazine of natural history. Gatunkiem typowym jest (oryginalne oznaczenie) strumieniak kostarykański (R. underwoodi). 

### Etymologia
- Rheomys: gr. ῥεος rheos ‘strumeń’[8]; μυς mus, μυος muos ‘mysz’[9].
- Neorheomys: gr. νεος neos ‘nowy’[10]; rodzaj  Rheomys O. Thomas, 1906. Gatunek typowy (oznaczenie monotypowe): Rheomys (Neorheomys) mexicanus G.G. Goodwin, 1959.

### Podział systematyczny
Do rodzaju należą następujące gatunki:
| Grafika | Gatunek            | Autor i rok opisu  | Nazwa zwyczajowa          | Podgatunki         | Rozmieszczenie geograficzne                                                                 | Podstawowe wymiary                                | Status IUCN |
| ------- | ------------------ | ------------------ | ------------------------- | ------------------ | ------------------------------------------------------------------------------------------- | ------------------------------------------------- | ----------- |
|         | Rheomys raptor     | E.A. Goldman, 1912 | strumieniak rybożerny     | 2 podgatunki       | wyżyny w Kostaryce oraz zachodniej (głównie pacyficzne zbocza) i wschodniej Panamie         | DC: 9,2–13,3 cm DO: 8,8–11,9 cm MC: brak danych   | LC          |
|         | Rheomys thomasi    | Dickey, 1928       | strumieniak salwadorski   | 2 podgatunki       | wyżyny w południowo-zachodnim Meksyku, Gwatemali i Salwadorze; być może Honduras            | DC: 10,2–13,6 cm DO: 10,9–14 cm MC: brak danych   | NT          |
|         | Rheomys underwoodi | O. Thomas, 1906    | strumieniak kostarykański | gatunek monotypowy | wyżyny w środkowej Kostaryce i zachodniej Panamie                                           | DC: 13–14,2 cm DO: 14,8–15,8 cm MC: brak danych   | LC          |
|         | Rheomys mexicanus  | G.G. Goodwin, 1959 | strumieniak meksykański   | gatunek monotypowy | endemit Meksyku (pacyficzne zbocza w środkowej i południowo-wschodniej części stanu Oaxaca) | DC: 10,5–14,8 cm DO: 13,1–17,1 cm MC: brak danych | EN          |

Kategorie IUCN:  LC  – gatunek najmniejszej troski,  NT  – gatunek bliski zagrożenia,  EN  – gatunek zagrożony.